# ایندیا پیل ایل
ایندیا پِیل اِیل (به انگلیسی: India pale ale) یا آی‌پی‌ای (به انگلیسی: IPA) نوعی آبجو است که طعم رازک آن زیاد است و در دسته‌بندی کلی‌تر پِیل اِیل تعریف می‌شود.
آی‌پی‌ای در ابتدا یک آبجوی صادراتی بود که به هند، که تحت کنترل کمپانی هند شرقی بریتانیا تا سال ۱۸۵۸ بود، ارسال می‌شد.
پیل ایل‌های اوایل قرن ۱۸ به دلیل کمبود رازک و استفاده از مالت کک‌سوز، ویژگی‌های متفاوتی نسبت به پیل ایل‌های امروزی داشتند. تا اواسط قرن ۱۸، این نوع آبجو معمولاً با مالت کک‌سوز تولید می‌شد که موجب کاهش دود و برشته شدن جو و در نتیجه تولید آبجوی روشن‌تر می‌گردید. یکی از این آبجوها، آبجوی اکتبر، بود که به‌طور خانگی تهیه می‌شد و باید دو سال در زیرزمین نگهداری می‌شد تا به مرحلهٔ مصرف برسد. در اواخر قرن ۱۸، کارخانهٔ آبجوسازی بوو جرج هاجسون آبجوهایی به هند صادر کرد که به دلیل نزدیکی به بندر لی و شرایط مناسب اعتبار ۱۸ ماهه، به محبوبیت رسید. هاجسون یکی از نخستین کسانی بود که آبجوی اکتبر را به هند فرستاد و از این طریق در هند مورد استقبال قرار گرفت.
با افزایش تقاضا برای آبجوهای قوی‌تر، کارخانه‌های آبجوسازی در برتون به دنبال بازارهای جدید بودند و به توسعهٔ پیل ایل‌های قوی‌تر برای صادرات به هند پرداختند. یکی از این تولیدکنندگان، کارخانهٔ آبجوسازی آلسوپ بود که پیل ایل‌های رازکی قوی‌ای را برای بازار هند توسعه داد. این آبجوها در ۱۸۲۷ به مادراس و کلکته ارسال شدند و با موفقیت زیادی روبرو شدند. با گسترش محبوبیت آی‌پی‌ای‌ها، در دهه‌های بعد این سبک آبجو به کشورهای مختلف از جمله ایالات متحده، استرالیا و نیوزیلند صادر شد. در قرن ۱۹، آی‌پی‌ای‌ها به‌طور گسترده‌ای در انگلستان تولید شدند و از آن زمان تا کنون، این سبک به یکی از محبوب‌ترین آبجوهای دست‌ساز در بریتانیا و ایالات متحدهٔ آمریکا تبدیل شده است.

## تاریخچه
پیل ایل‌های اوایل قرن ۱۸ به‌طور نسبی رازک کمی داشته و با پیل ایل‌های امروزی تفاوت بسیاری داشتند. تا اواسط قرن ۱۸، پیل ایل عمدتاً با مالت کک‌سوز تهیه می‌شد که باعث کاهش دود و برشته شدن جو در فرایند مالت‌سازی و در نتیجه تولید آبجوی روشن‌تر می‌شد. یکی از این انواع آبجو، آبجوی اکتبر بود، یک آبجوی روشن و رازکی که در بین مالکین زمین محبوب بود و به‌طور خانگی تهیه می‌شد؛ پس از تهیه، قرار بود دو سال در زیرزمین نگهداری شود.
از اولین تولیدکنندگانی که آبجو را به هند صادر کردند، کارخانهٔ آبجوسازی بوو جرج هاجسون بود، که در مرز میدلسکس و اسکس قرار داشت. آبجوهای این کارخانه در اواخر قرن ۱۸ در بین تجار کمپانی هند شرقی بریتانیا محبوب شدند، زیرا دو مایل تا بندر لی فاصله داشتند، و هاجسون خط اعتباری لیبرال ۱۸ ماهه داشت. کشتی‌ها این آبجو را به هند صادر می‌کردند و یکی از آنها آبجوی اکتبر بود که از شرایط سفر بهره برده و در هند بسیار مورد تقدیر قرار گرفت. این کارخانه در اوایل قرن بعد به دست پسر هاجسون افتاد.
کارخانه‌های آبجوسازی برتون بازار صادراتی خود را در اروپا قاره‌ای، از جمله اسکاندیناوی و روسیه، به دلیل محاصرهٔ قاره‌ای ناپلئون از دست دادند و به دنبال بازار جدید صادراتی برای آبجوی خود بودند.

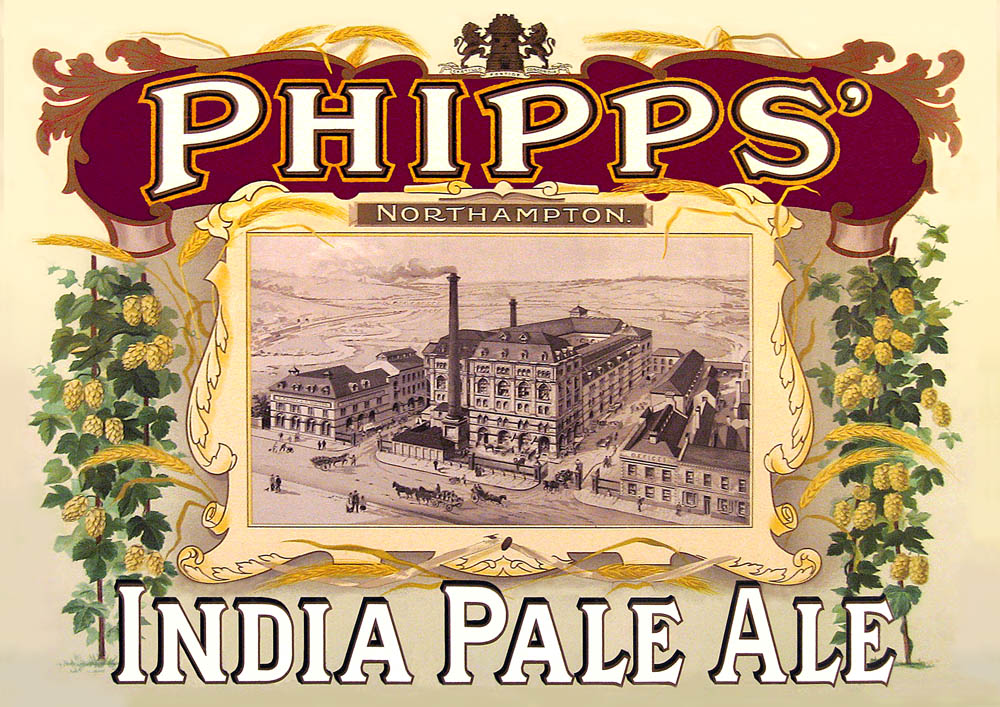
پوستری از قرن ۱۹ برای فیپس، تولیدکنندهٔ آی‌پی‌ای در نورث‌همپتون

به دستور کمپانی هند شرقی، کارخانهٔ آبجوسازی آلسوپ، پیل ایل رازکی قوی‌ای را در سبک هاجسون برای صادرات به هند توسعه داد. سایر کارخانه‌های برتون، از جمله بس و سالط و شرکا، از آلسوپ پیروی کرده و از آب برتون در تهیه آبجوهای مشابه استفاده کردند.
کارخانهٔ آبجوسازی شرق لندن چریگتون محموله‌های آزمایشی از بشکه‌های "India Ale" به مادراس و کالکاتا در ۱۸۲۷ ارسال کرد که موفقیت‌آمیز بود و تجارتی منظم با نمایندگان و خرده‌فروشان کلیدی بریتانیایی شکل گرفت: گریفیث و شرکا در مادراس؛ آدام, اسکینر و شرکا در بمبئی و شرکت بروس، آلن و شرکا در کلکته.
آی‌پی‌ای‌های اولیه تنها کمی بیشتر از سایر آبجوهای تولیدی در آن زمان الکل داشتند، اما بیشتر حریره تخمیر می‌شد، به این معنی که قندهای باقی‌ماندهٔ کمی داشتند و به شدت رازکی بودند. در حالی که آی‌پی‌ای‌ها برای زنده ماندن در سفرهای طولانی دریایی بهتر از سایر سبک‌های آن زمان فرموله شده بودند، پورتر نیز به‌طور موفقیت‌آمیز به هند و کالیفرنیا ارسال می‌شد. تا دههٔ ۱۸۶۰، آی‌پی‌ای‌ها به‌طور گسترده‌ای در انگلستان تولید می‌شدند و بسیار بیشتر از پرت‌ها و ایل‌ها رازکی و خشک بودند.

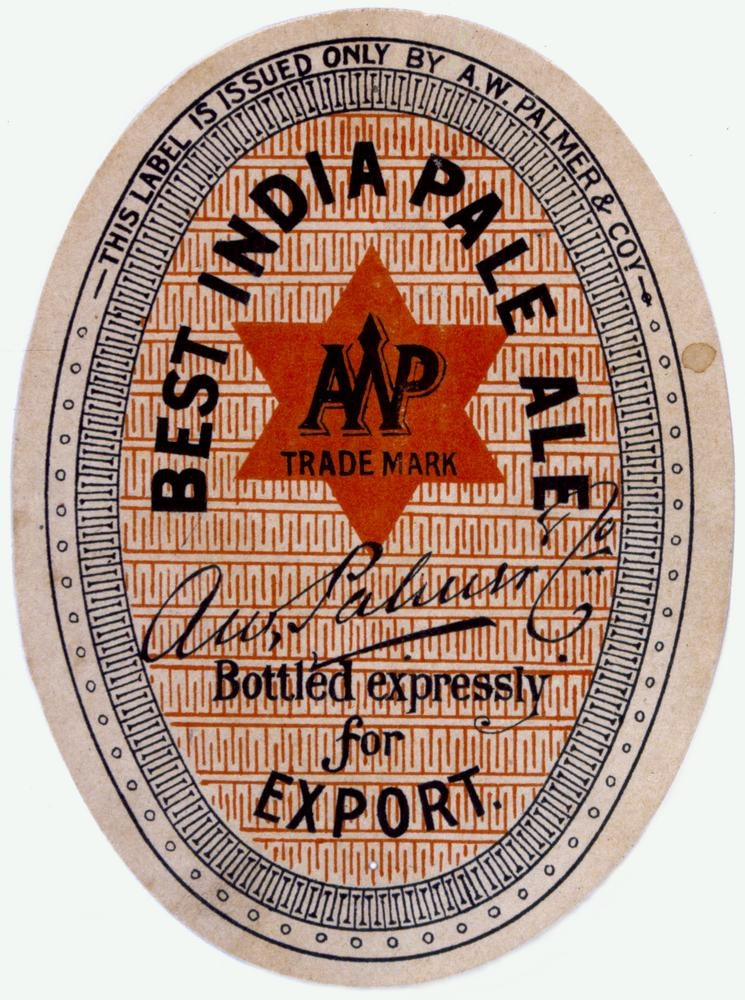
«بهترین ایندیا پیل ایل»، بطری‌شده به‌طور خاص برای صادرات توسط شرکت پالمر و شرکا

تقاضا برای سبک صادراتی پیل ایل، که به "India pale ale" معروف شده بود، در حدود سال ۱۸۴۰ در انگلستان شکل گرفت و آی‌پی‌ای‌های داخلی بسیاری تولید شدند. در سال ۱۸۳۷، آی‌پی‌ای‌های هاجسون معمولاً ۶/۶ (۶٫۶ پنس) برای یک دوجین بطری نیم‌لیتری هزینه داشت، معادل گینس دوبل استوت، ۵۳٪ بیشتر از ۴/۳ (۴٫۳ پنس) برای یک دوجین بطری پورتر. برخی از آبجوسازان در اواخر قرن ۱۹ اصطلاح "India" را حذف کردند، اما سوابق نشان می‌دهد که این "پیل ایل‌هاً ویژگی‌های آی‌پی‌ای‌های قبلی را حفظ کردند. آبجوسازان آمریکایی، استرالیایی و کانادایی پیش از سال ۱۹۰۰ آبجوهایی با برچسب IPA تولید کردند و سوابق نشان می‌دهد که این آبجوها شبیه آی‌پی‌ای‌های انگلیسی آن دوره بودند. آبجوی سبک آی‌پی‌ای از این زمان به کشورهای مستعمراتی دیگر مانند استرالیا و نیوزیلند صادر شد و بسیاری از کارخانه‌های آبجوسازی 'I' را از نام 'IPA' حذف کرده و آنها را به‌سادگی پیل ایل یا پیل‌های صادراتی نامیدند. آبجوسازی کیرکستال و بسیاری از رقبای دیگر، مقدار زیادی آبجوی صادراتی را به‌وسیلهٔ کشتی‌های بخار به سراسر جهان ارسال کرده و در مقصد به حراج گذاشتند تا به عمده‌فروشان بفروشند.

## بریتانیا
آبجوی آی‌پی‌ای از اوایل سال ۱۸۱۵ به خوبی شناخته شده بود، اما پیش از آن در بازار داخلی بریتانیا محبوبیت یافته بود. تا زمان جنگ جهانی اول، آی‌پی‌ای ر بریتانیا به دو سبک تقسیم شده بود: آی‌پی‌ای‌های بطری ممتاز با چگالی خاص حدود ۱.۰۶۵ و آی‌پی‌ای‌های فشاری که از ضعیف‌ترین آبجوها در بارها بودند. به عنوان مثال، باس (Bass) دارای چگالی ۱.۰۶۵ OG و ۶.۴% ABV بود، اما در سال ۱۹۱۲، آی‌پی‌ای فشاری ویتبرد (Whitbread) دارای چگالی ۱.۰۴۹ و کمتر از ۵% ABV بود، در زمانی که میانگین آبجوی بریتانیایی ۱.۰۵۵ بود. مانند تمام آبجوهای بریتانیایی، قدرت آنها در طول جنگ جهانی اول کاهش یافت و تا سال ۱۹۲۳، باس دارای چگالی ۱.۰۵۵ بود و آی‌پی‌ای ویتبرد به عنوان آبجوی بطری با چگالی ۱.۰۳۶ و ۳.۷% (در مقایسه با X Mild استاندارد آنها با چگالی ۱.۰۴۲ و Bitter فشاری آنها با چگالی ۱.۰۴۲) بود. آی‌پی‌ای‌های گرین کینگ (۳.۷%) و Charles Wells ایگل آی‌پی‌ای (۳.۶%) نمونه‌هایی از آی‌پی‌ای‌های این سنت هستند.
وورثینگتون وایت شیلد نمونه‌ای از یک آی‌پی‌ای تاریخی است که اولین بار در سال ۱۸۲۹ به‌ویژه برای صادرات به امپراتوری بریتانیا تولید شد. تا دههٔ ۱۹۶۰، وایت شیلد به یک نوشیدنی محبوب در مقادیر کم برای طرفداران اختصاصی تبدیل شده بود، اما در اوایل دههٔ ۱۹۷۰ با افزایش تقاضا برای آبجوی واقعی در بریتانیا دوباره محبوب شد.
احیای آی‌پی‌ای در دوران مدرن به سمیناری در مورد آبجوهای سبک برتون که توسط میخانه‌دار مارک دوربر در میخانه‌اش، وایت هورس، پارسونز گرین، در سال ۱۹۹۰ برگزار شد، برمی‌گردد. این سمینار به یک جشنوارهٔ آبجوهای سبک در سال ۱۹۹۲ و جشنوارهٔ آی‌پی‌ای در سال ۱۹۹۳ منجر شد، که در آن باس یک آبجوی ۷.۲% تولید کرد که از باس کانتیننتال الهام گرفته شده بود، که در اصل برای بازار بلژیک قبل از جنگ جهانی دوم تولید شده و بر اساس دستورالعمل‌های باس از دههٔ ۱۸۵۰ بود. دوربر و راجر پروتز سپس در سال ۱۹۹۴ کنفرانس آی‌پی‌ای را در کارخانهٔ آبجوسازی ویتبرد در لندن برگزار کردند که توسط آبجوسازان از هر دو سوی اقیانوس اطلس مورد استقبال قرار گرفت. تأثیر این دیدار ادامه دارد؛ به عنوان مثال، کارخانهٔ آبجوسازی آی‌پی‌ای ایست ایندیا که توسط گرت اولیور به آنجا برده شد، بر اساس آن است.
در قرن بیست و یکم، آی‌پی‌ای تحت تأثیر آمریکا یکی از محبوب‌ترین سبک‌های آبجو در بریتانیا است. در سال ۲۰۱۹، بریفداگ پونک آی‌پی‌ای بهترین فروشندهٔ آبجوی دست‌ساز در بارها بود و سوانیز ماکل آی‌پی‌ای در جوایز بی‌اعتبار آبجوی مستقل سیبا برندهٔ مدال طلا در بخش کگ شد.

## ایالات متحدهٔ آمریکا

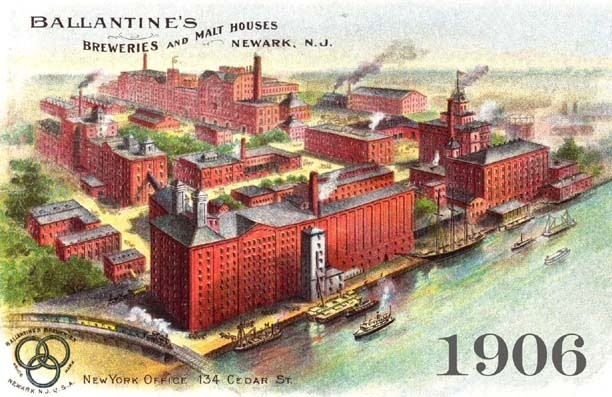
بالنتین نیوجرسی، آبجوسازی‌های بالنتین آی‌پی‌ای

در اواخر قرن بیستم، انقلاب آبجوی دست‌ساز در ایالات متحدهٔ آمریکا آغاز شد و آبجوسازان شروع به جستجوی سبک‌های قدیمی آبجو که از مد افتاده بودند کردند؛ بالنتین آی‌پی‌ای که از سال ۱۸۹۰ تا دههٔ ۱۹۹۰ در ایالات متحدهٔ آمریکا تولید می‌شد، الهام‌بخش بود. سبک سنتی آی‌پی‌ای به خوبی برای نمایش طعم و عطر شدید هاپ‌های آمریکایی مناسب بود. برت گرانت از شرکت آبجوسازی یاکیما تشخیص داد که هاپ‌های کاسکید و چینوک که در یاکیما، واشینگتن به صورت محلی رشد می‌کنند، طعم‌های قوی‌ای را در یک آی‌پی‌ای برجسته می‌کنند. محبوبیت سبک آی‌پی‌ای ابتدا در سواحل غربی ایالات متحدهٔ آمریکا گسترش یافت و سپس در سراسر کشور و در نهایت در جهان پخش شد. تخمین زده می‌شود که بیش از ۴۰٪ آبجوی دست‌ساز تولید شده در ایالات متحدهٔ آمریکا می‌تواند به عنوان آی‌پی‌ای طبقه‌بندی شود.
همان‌طور که همنشین آکسفورد برای آبجو اشاره می‌کند: «آی‌پی‌ای اکنون نماد آبجوسازان دست‌ساز در سراسر جهان است. به طور مناسبی برای یک آبجوی صادراتی، آبجوسازانی از استرالیا تا اسکاندیناوی در حال خلق آبجوهای جدید هستند که عمدتاً از برداشت آمریکایی از این سبک الهام گرفته‌اند، اما اغلب یک پیچ و تاب منطقه‌ای خاص خود را اضافه می‌کنند.»

### آی‌پی‌ای سیاه
آی‌پی‌ایِ سیاه یا بلک آی‌پی‌ای (به انگلیسی: Black IPA) رنگ روشنی ندارد. بلک آی‌پی‌ای‌ها طعم‌های تلخ و رازکی دیگر آی‌پی‌ای‌ها را به اشتراک می‌گذارند؛ با این حال، استفاده از مالت‌های بو داده به آنها طعمی تیره‌تر و مالت‌دار می‌بخشد. گرِگ نونان اولین بلک آی‌پی‌ای را در اوایل دههٔ ۱۹۹۰ برای فروش فقط در بشکه ایجاد کرد، اما تا سال ۲۰۰۹ در ایالات متحده محبوب نشد.

### بروت آی‌پی‌ای
بروت آی‌پی‌ای، یک آی‌پی‌ای ترد و خشک، توسط کیم استوردوانت، سرآبجوساز آبجوسازی سوشال کیچن در سان فرانسیسکو اختراع شد. برای تهیهٔ بروت آی‌پی‌ای، آبجوسازان آنزیم آمیلاز را اضافه می‌کنند تا شکرها را حذف کنند.

### دوبل آی‌پی‌ای
دوبل آی‌پی‌ای‌ها (که به عنوان آی‌پی‌ای سلطنتی (به انگلیسی: Imperial IPA) نیز شناخته می‌شوند) نوع قوی‌تر و بسیار رازکی از آی‌پی‌ای‌ها هستند که معمولاً دارای محتوای الکلی بالای ۷٫۵٪ بر حجم هستند. اصطلاح "دوبل" به مقدار بیشتری از مواد مورد استفاده، به ویژه رازک‌ها، اشاره دارد که منجر به آبجویی می‌شود که هم الکل بالاتری دارد و هم در مقایسه با آی‌پی‌ای استاندارد،میزان رازک آن غنی‌تری است. گفته می‌شود که این سبک در سال ۱۹۹۴ توسط وینی سیلورزو، مالک فعلی شرکت آبجوسازی راشن ریور در سانتا روزا، کالیفرنیا، در کارخانهٔ آبجوسازی اکنون تعطیل‌شدهٔ بلایند پیگ در تموکولا، کالیفرنیا ایجاد شده است.

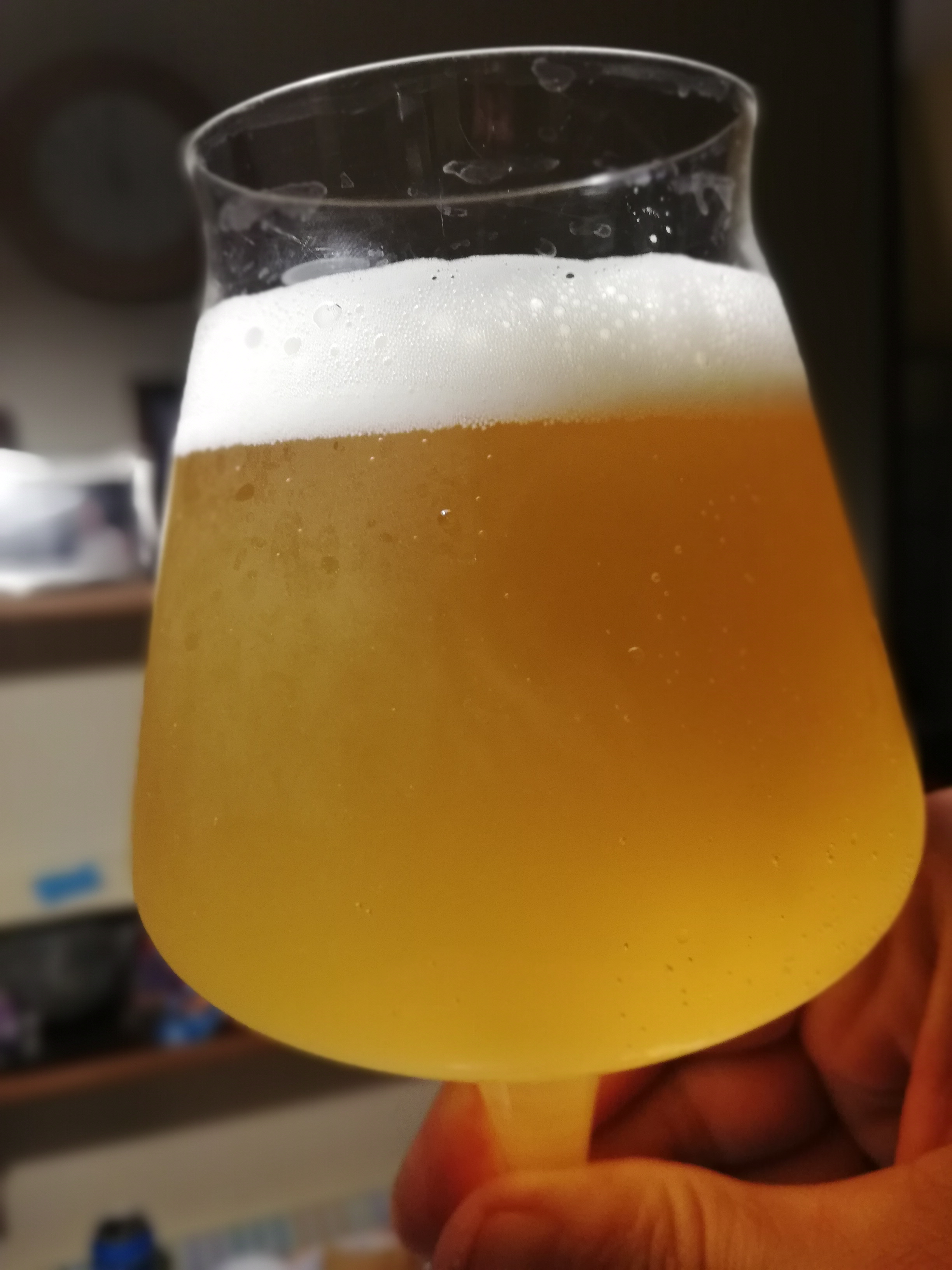
نیوانگلند آی‌پی‌ای با ظاهری کدر

### نیو انگلند آی‌پی‌ای
نیو انگلند آی‌پی‌ای (NEIPA، که به عنوان Hazy IPA یا Juicy IPA یا کمتر متداول، ورمانت آی‌پی‌ای نیز شناخته می‌شود) در سال ۲۰۰۴ توسط جان کیمیچ در کارخانهٔ آبجوسازی آلکمیست در واتربری، ورمانت اختراع شد. نیو انگلند آی‌پی‌ای با طعم‌های مرکباتی و گلی آبدار، با تأکید بر عطر رازک و تلخی کمتر شناخته می‌شود، همچنین دارای قوام یا بافت دهانی نرم و ظاهری تیره است. این ویژگی‌ها با استفاده از ترکیبی از تکنیک‌های آبجوسازی، از جمله استفاده از گونه‌های خاصی از مخمر، زمان‌بندی اضافه کردن رازک‌ها و تنظیم شیمی آب به دست می‌آیند. نیو انگلند آی‌پی‌ای‌ها لزوماً نباید در نیو انگلند آبجوسازی شوند. این سبک به عنوان یک سبک آبجوی جداگانه، میوه‌ای یا آی‌پی‌ای کدر، توسط انجمن آبجوسازان در سال ۲۰۱۸ به رسمیت شناخته شد. یک نوع تغییر یافته از این سبک، میلک‌شیک آی‌پی‌ای است که لاکتوز و گاهی میوه به آن اضافه می‌شود تا یک نیو انگلند آی‌پی‌ای کرمی‌تر شود.

### تریپل آی‌پی‌ای
تریپل آی‌پی‌ای‌ها با طعم‌های رازکی قوی‌تر و محتوای الکلی بالاتر شناخته می‌شوند، با محتوای الکلی معمولاً بالای ۱۰٪.

### امریکن آی‌پی‌ای / وست کوست آی‌پی‌ای
هر دو نمونهٔ امریکن آی‌پی‌ای و وست کوست آی‌پی‌ای دارای طعم غالب رازک هستند، با این تفاوت که در نوع وست کوست، این طعم به خصوص برجسته‌تر است. آنها اغلب شفافیت درخشانی دارند و خشک هستند و مالت کم ویژگی بازر آنهاست. به دلیل رازک زیاد، آی‌پی‌ای‌های وست کوست/امریکن معمولاً بسیار تلخ هستند، بین ۴۰ تا ۷۰ IBU. به این ترتیب، آنها معمولاً طعم رزین و همچنین مرکبات و میوه‌های گرمسیری دارند که دلیل آن استفاده از رازک‌های آمریکایی "C" است، اگرچه این‌ها تنها رازک‌های قابل استفاده نیستند؛ اغلب کارخانه‌های آبجوسازی در سراسر جهان که سبک را تقلید می‌کنند از انواع رازک‌های محلی New-World استفاده می‌کنند، یا ممکن است ترکیبی از رازک‌های آمریکایی و محلی را استفاده کنند.

### وایت آی‌پی‌ای
وایت آی‌پی‌ای طعم‌های یک آی‌پی‌ای آمریکایی و یک آبجوی سبک بلژیکی را ترکیب می‌کند. در سال ۲۰۱۰ در همکاری بین دو کارخانهٔ آبجوسازی ایجاد شد؛ لری سیدور، سرآبجوساز در آبجوسازی دشوتس در اورگان، و استیون پاولس، سرآبجوساز بلژیکی‌الاصل در آبجوسازی بولوارد.

### لاگر آی‌پی‌ای / کولد آی‌پی‌ای
لاگر آی‌پی‌ای (IPL) یا کولد آی‌پی‌ای یک آبجوی رازکی الهام‌گرفته از آی‌پی‌ای است. اما بر خلاف آی‌پی‌ای‌ها، آی‌پی‌ال‌ها با یک سویهٔ مخمر لاگر تخمیر می‌شوند در دماهای تخمیر لاگر پایین‌تر و در نتیجه سردتر. آنها معمولاً پایان ترد لاگر را با رازک‌های تقویت‌شده ترکیب می‌کنند.

## نگارخانه

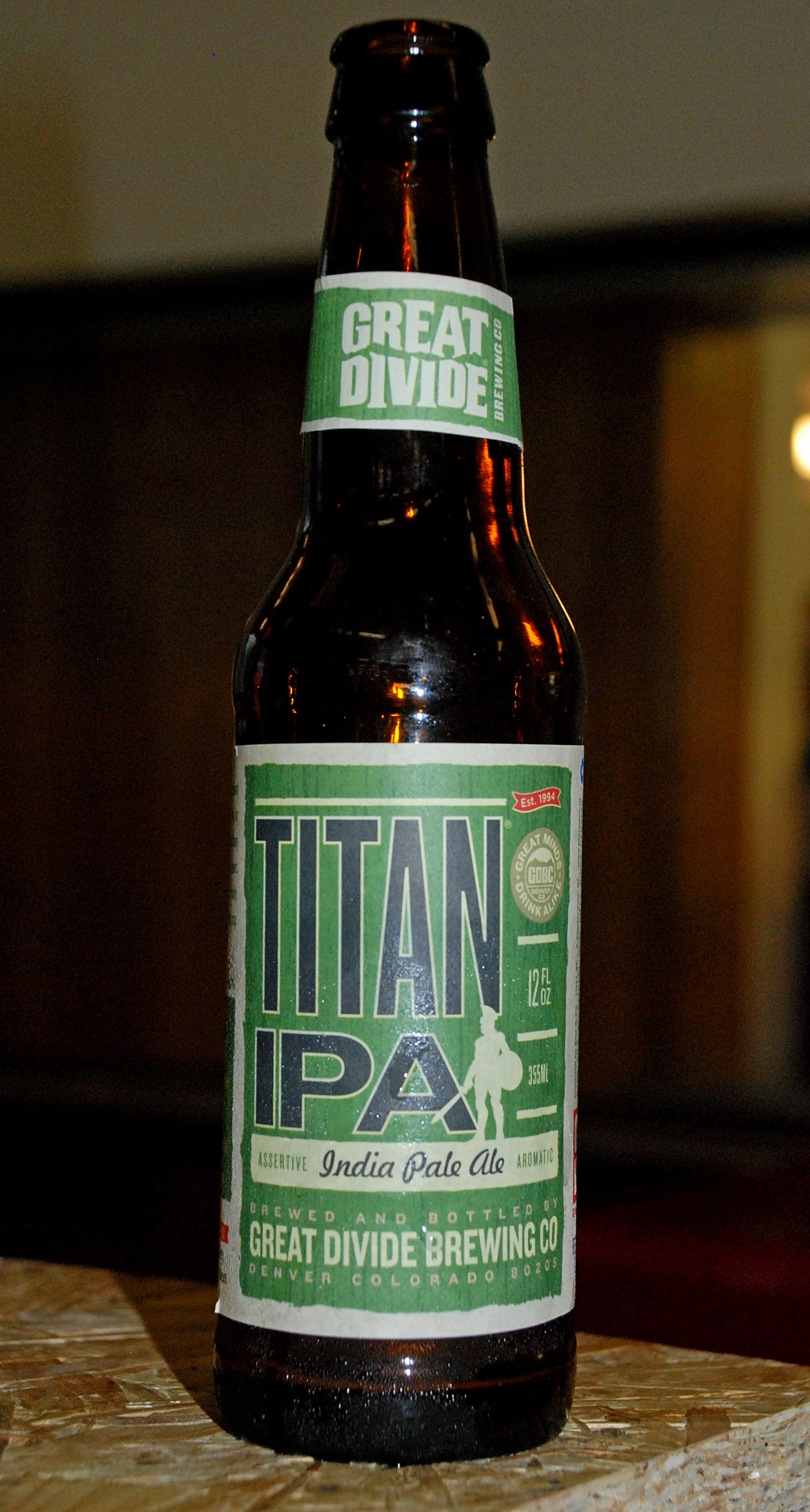
آی‌پی‌ای تایتان گریت دیواید
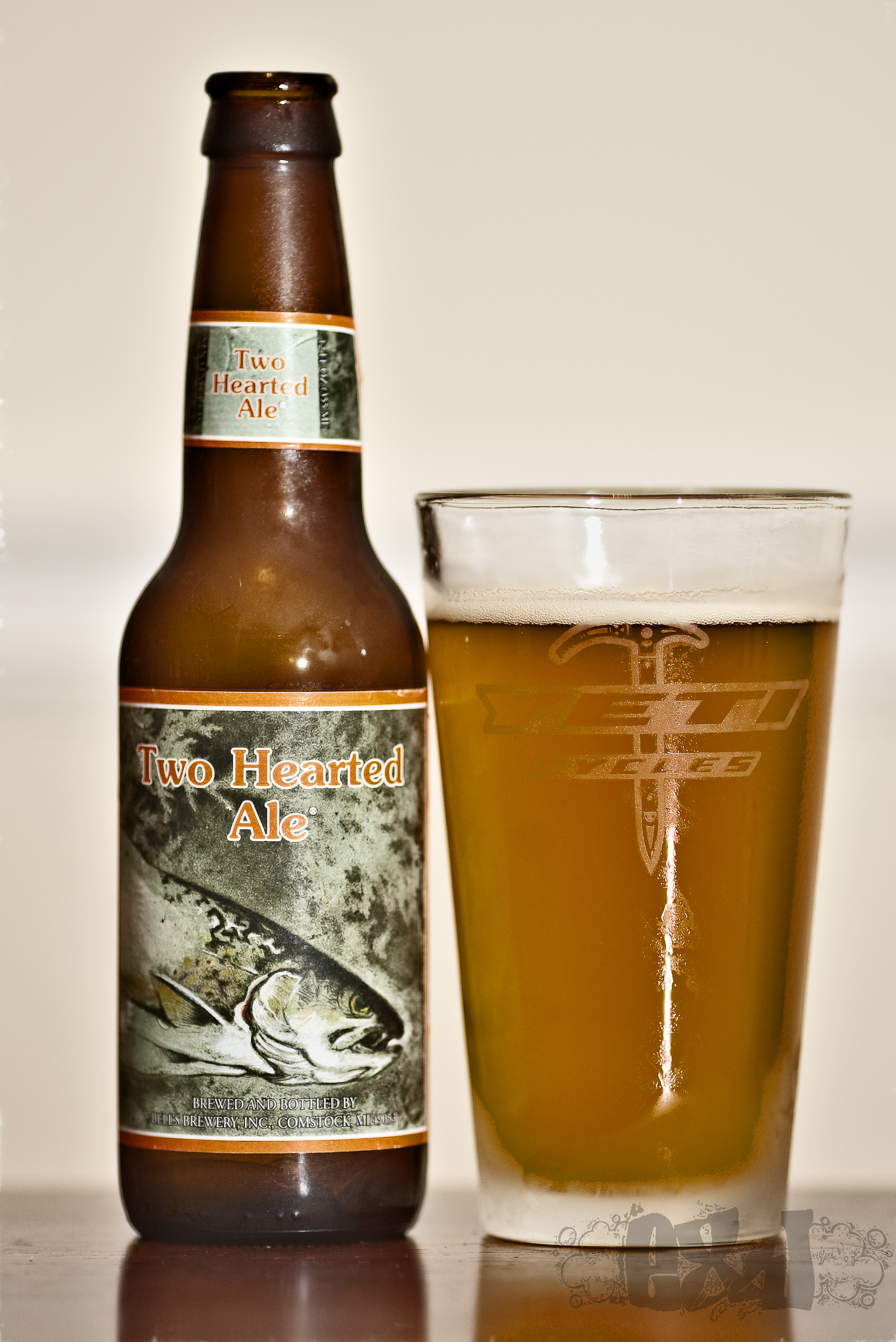
تو هرتد ایل بل
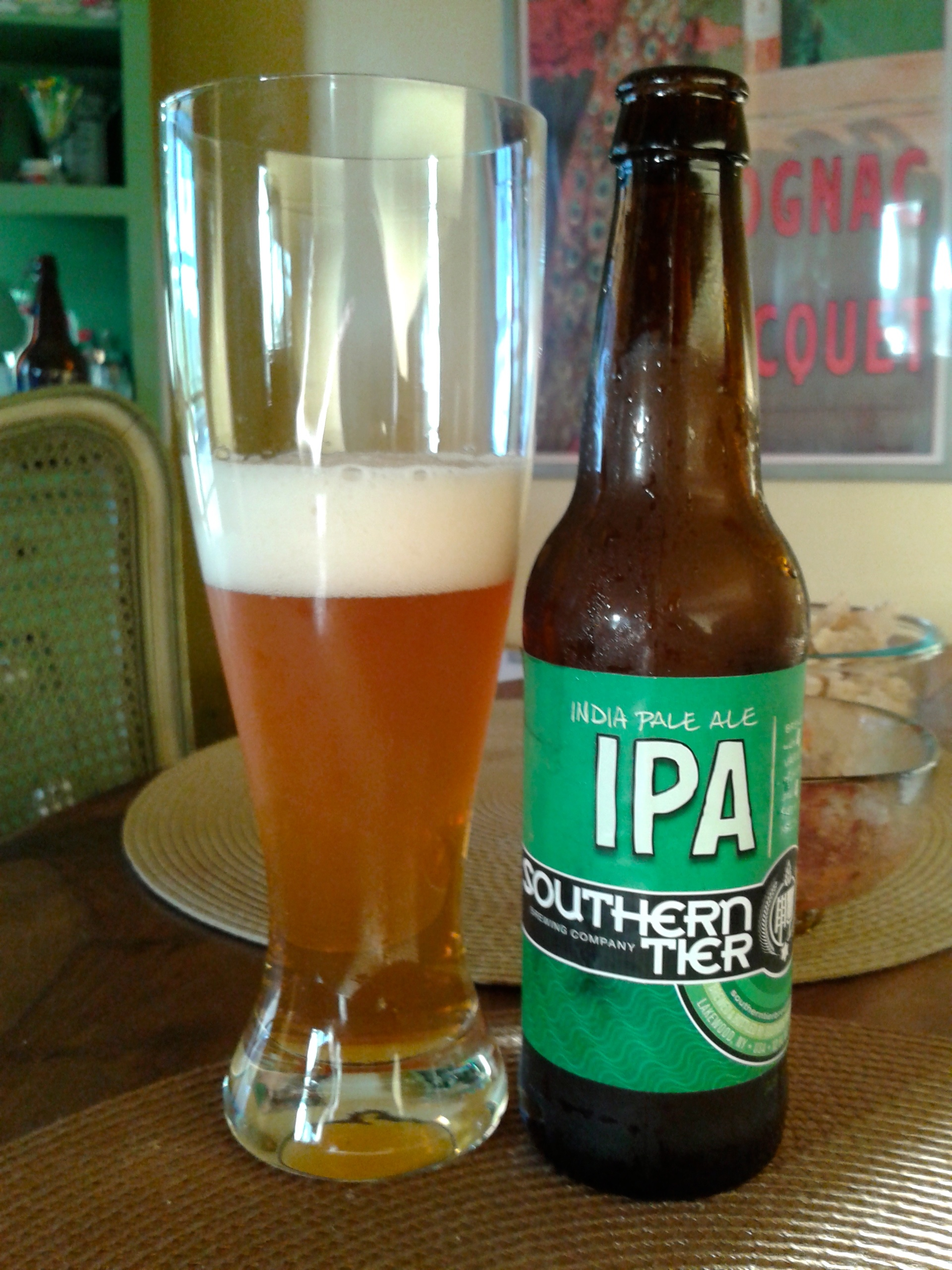
آی‌پی‌ای سوثرن تیر
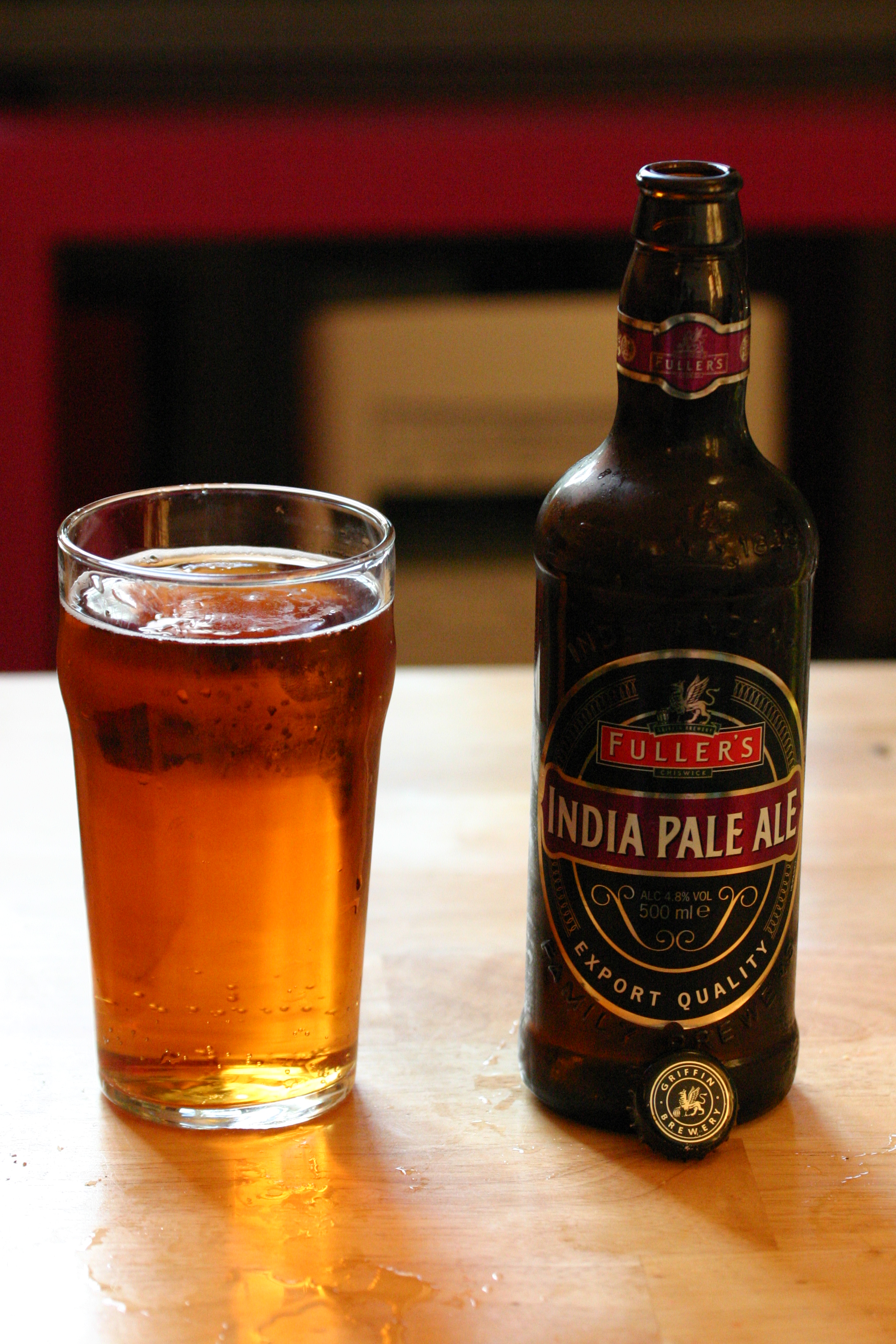
فولرIndia Pale Ale
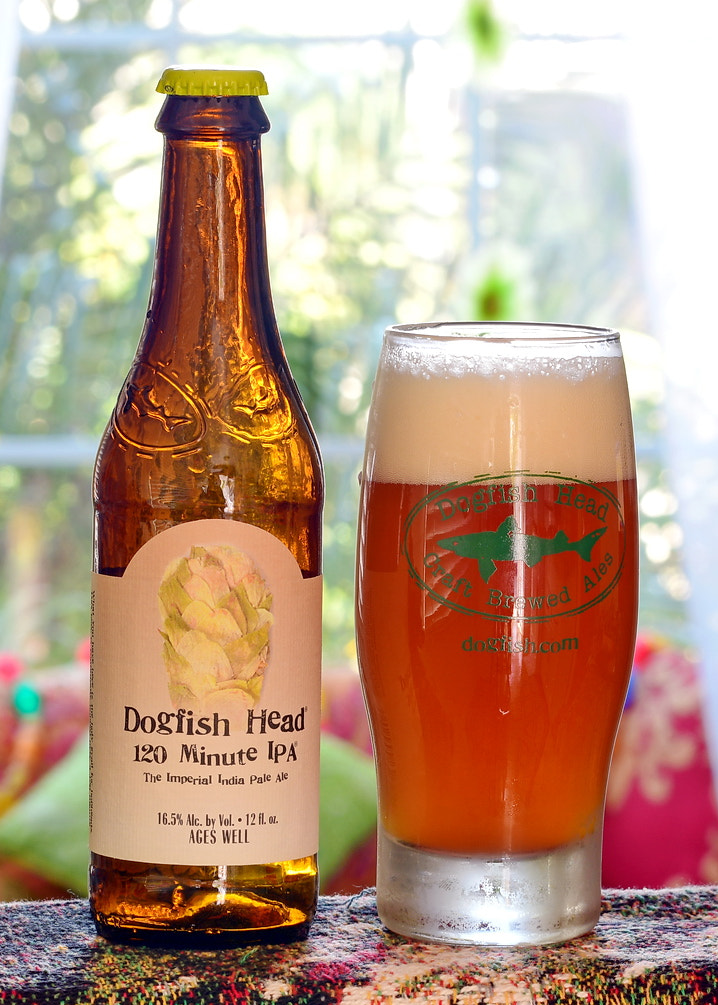
۱۲۰ دقیقه آی‌پی‌ای داگ‌فیش هد
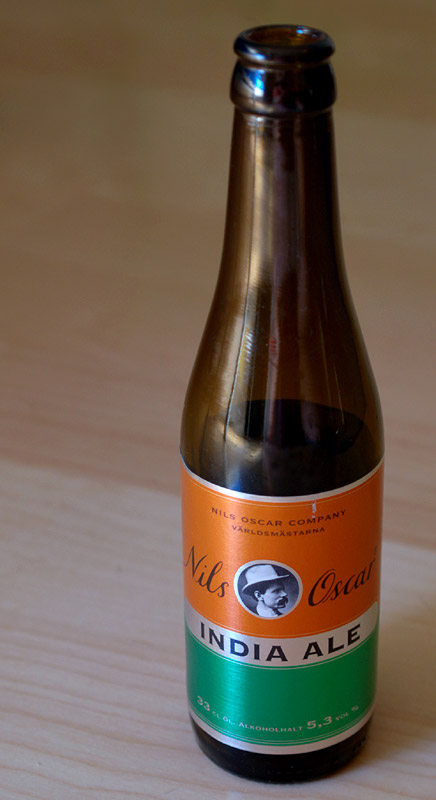
ایندیا ایل نیلز اسکار
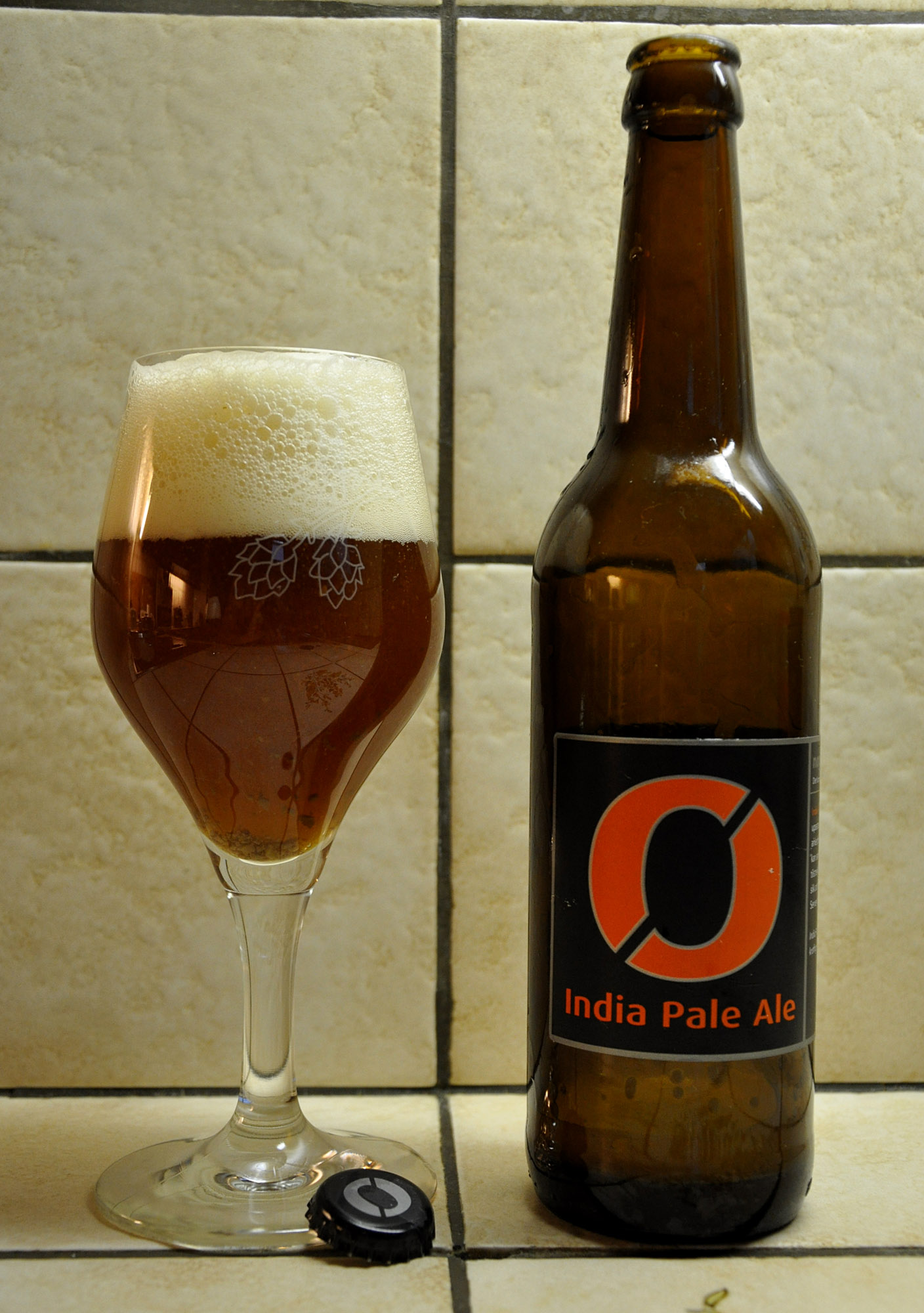
ایندیا پیل ایل Nøgne Ø

## مطالعهٔ بیشتر
- "Hops, History, and Innovation: The Fascinating Tale of the IPA"—The Beer Thrillers
- Brown, Pete (2009), Hops & Glory: One Man's Search for the Beer That Built the British Empire, Pan Macmillan
- "Oregon Brewers Played an Outsized Role in Popularizing IPA". All Things Considered. NPR. 1 June 2024. Retrieved 1 June 2024.
- Steele, Mitch (2012). IPA: Brewing Techniques, Recipes, and the Evolution of India Pale Ale. Brewers Publications. ISBN 978-1-938469-00-8.